# Lycaeides tarcrei
Lycaeides tarcrei är en fjärilsart som beskrevs av Graes. Lycaeides tarcrei ingår i släktet Lycaeides och familjen juvelvingar. Inga underarter finns listade i Catalogue of Life.